# شاطر (ازنا)
شاطر روستایی از توابع بخش جاپلق شهرستان ازنا در استان لرستان ایران است.

## زبان
زبان این روستا لری با گویش مخصوص گاپله است.

## جمعیت
این روستا در دهستان جاپلق شرقی قرار دارد و بر اساس سرشماری مرکز آمار ایران در سال ۱۳۸۵، جمعیت آن ۶۲ نفر (۱۷ خانوار) بوده‌است.